# Éramos Seis
Éramos Seis é o segundo romance da escritora paulista Maria José Dupré (1898-1984), publicado em 1943 pela Companhia Editora Nacional. Posteriormente, passou a ser editado pela Editora Brasiliense (de 1944 a 1954), e depois pela Saraiva (de 1957 a 1969), inclusive na popular Coleção Saraiva (de 1960), em dois volumes. Houve outras editoras, como Círculo do Livro (em 1975 e em 1998) e Clube do Livro (em 1985), até chegar à Editora Ática, primeiramente na coleção "Bom Livro", e depois na famosa coleção da Série Vaga-Lume (de 1973 até 2012). A editora Ática lançou em 2013 e 2014 uma edição do livro em uma nova capa.
Na época em que a editora Ebal publicava a revista Edição Maravilhosa (que adaptava em quadrinhos clássicos da literatura brasileira e mundial), Éramos Seis recebeu sua adaptação na edição n. 128, em julho de 1956, com capa e ilustrações desenhadas pelo haitiano André LeBlanc.
Em 1944, a obra recebeu da Academia Brasileira de Letras o Prêmio Raul Pompeia.
O livro foi adaptado na dramaturgia pela primeira vez  em julho de 1945 como radionovela na Rádio Tupi, e no mesmo ano foi lançado o filme argentino de mesmo título (que permanece sendo a única adaptação cinematográfica da obra). Na televisão ganhou cinco versões em formato de telenovela, sendo a primeira delas em 1958, pela RecordTV, e uma adaptação regional na década de 1960, pela TV Itacolomi (de Minas Gerais).
Uma sequência do livro foi escrita pela autora Maria José Dupré e publicada pela primeira vez em 1949, com o título "Dona Lola". Nesta nova obra, a autora continua com a história de sua protagonista-narradora, utilizando-se de parte dos personagens de "Éramos Seis" e acrescentando outros inéditos. Em 2020, a obra foi relançada pela Editora Ática, após décadas da última edição.

## Enredo
Éramos Seis conta a história de uma família paulistana de classe média baixa, conduzida por Dona Lola, esposa de Júlio Abílio de Lemos, e seus quatro filhos: Carlos, Alfredo, Julinho e Isabel.  A obra cobre um período de vinte e oito anos, iniciando em 1914, no início da Primeira Guerra Mundial (mencionada inclusive pela personagem Tia Emília), e terminando em 1942, durante a Segunda Guerra Mundial, no final do Estado Novo.  
O drama é narrado em primeira pessoa pela protagonista Lola (cujo nome verdadeiro é Eleonora), e se desenrola tendo duas cidades como cenário: São Paulo (cenário principal) e Itapetininga.  
O período de grandes transformações sociais e comportamentais da sociedade paulista serve como pano de fundo ao romance e, por vezes, tais mudanças influenciam diretamente as ações dos personagens. Acontecimentos como a gripe espanhola de 1918, a Revolução Paulista de 1924, e a Revolução Constitucionalista de 1932 são vivenciados pela família Lemos sob o olhar de Dona Lola. No capítulo final, também se fala brevemente sobre a Segunda Guerra Mundial (através de uma carta de Alfredo).  
A vida de Dona Lola é narrada desde a infância das crianças, quando Júlio trabalha em uma loja de tecidos e ambos se sacrificam para pagar as prestações da casa onde moram, na avenida Angélica, em São Paulo (nas proximidades do parque Buenos Aires, no local onde mais tarde se ergueu o Edifício São Clemente), passando pela chegada dos filhos à fase adulta e de Dona Lola à velhice. Quando a história começa (em 1914), é o primeiro ano em que Dona Lola e a família residem na casa da Avenida Angélica; antes, o casal residira em uma pequena casa alugada no bairro do Bom Retiro desde o casamento. Na reta final do livro (já em 1934), Dona Lola vende a casa da Avenida Angélica (onde viveu por dezenove anos) e se muda para uma casa menor que aluga no bairro da Barra Funda, junto com Carlos, o último filho que ainda mora com a mãe. A história dá um salto de oito anos para o capítulo final, quando Dona Lola já reside em um quarto alugado em uma pensão de freiras.
No início da história, em fins de 1914, Isabel tem três anos, Julinho tem cinco, Alfredo tem sete, e Carlos tem nove. Eles estudam na escola particular de Dona Benedita.
Ao longo dos anos, a vida de Dona Lola muda com os acontecimentos: a morte de Júlio por uma doença estomacal; a partida de Julinho para trabalhar no Rio de Janeiro (e sua posterior ascensão social ao se casar com uma moça de uma família da alta sociedade carioca, Maria Laura); o sumiço de Alfredo pelo mundo, para não ser preso; a união de Isabel com um homem desquitado, Felício (que não é aceita por Lola devido às convenções morais da época); e, por fim, a inesperada morte de Carlos, o primogênito e o filho mais devotado à mãe, também vitimado por uma doença estomacal. Júlio morre em 1926 e Carlos em 1934, o que faz com que a família de Lola se desfaça em um período de oito anos.
O título do romance vem da situação de Dona Lola ao fim da vida, sozinha num quartinho alugado em uma confortável pensão de freiras, dirigida pelas Irmãs Esperança, na Rua da Consolação, em São Paulo. Eram seis e agora só resta ela.
Um dos elementos mais ricos do romance é a forma como a autora faz com que a evolução da história da família Lemos case de modo umbilical com as transformações sociais do país (um elemento da narrativa que nem sempre foi usado nas adaptações televisivas do livro).

## Personagens

### Núcleo Principal (Os "Seis")
Dona Lola (Eleonora Abílio de Lemos): personagem principal e narradora da história, é a matriarca da família Lemos. É uma bondosa e batalhadora mulher que faz de tudo pela felicidade de sua família. Paulista do interior do Estado de São Paulo (nascida na cidade de Itapetininga), Lola é esposa de Júlio Abílio de Lemos, com quem tem quatro filhos: Carlos, Alfredo, Julinho e Isabel. Filha de uma doceira e de um professor, é a irmã do meio de uma família de apenas três irmãs. Após o casamento com Júlio vai morar na cidade de São Paulo em uma casa alugada no bairro do Bom Retiro. Quando já deu à luz os quatro filhos, Lola e a família se mudam para a casa da Avenida Angélica, onde ela vive por dezenove anos. Enquanto reside neste novo endereço, Lola constrói uma amizade sólida e verdadeira com sua vizinha Dona Genu, que permanece mesmo após Lola se mudar da Avenida Angélica para o bairro da Barra Funda. Ela também visita frequentemente sua tia Emília na Rua Guaianases, e passa as férias escolares dos filhos, nos finais de ano, na casa da mãe em Itapetininga. Para auxiliar nas despesas da casa, Lola faz roupinhas e sapatinhos de tricô. Lola fica casada com Júlio por cerca de vinte anos, já que, no ano de falecimento do marido, o primeiro filho do casal, Carlos, tem 18 anos. Após a morte do marido, ela assume a liderança da família, e auxiliada por sua irmã Clotilde, se torna doceira assim como a mãe, para sobreviver com os filhos e terminar de pagar a última prestação da casa. Mas todo o seu esforço não impede que os filhos, um por um, sigam caminhos que os distanciem dela. 
Júlio Abílio de Lemos: patriarca da família Lemos, é um marido e pai com um lado rude, e ao mesmo tempo afeiçoado a sua família. Entre seus filhos, não esconde a predileção por Isabel, a única menina. Aparentemente, Júlio é mineiro, já que sua mãe e sua irmã Maria residem em Belo Horizonte (Minas Gerais), mas em nenhum momento fica explícito qual o seu Estado natal. Quando solteiro, passava suas férias na casa de seu tio Inácio em Itapetininga, o que o levou a conhecer Lola, que vivia na cidade com os pais e irmãs desde que nascera. Eles se mudam para São Paulo, onde Júlio inicialmente aluga uma casa no bairro do Bom Retiro, onde ficam por cerca de dez anos, até Júlio comprar a casa da Avenida Angélica, pagando em várias prestações anualmente ao proprietário. Trabalha como vendedor na loja de tecidos do Sr. Barbosa, mais tarde como gerente, e em seguida passa a trabalhar no escritório da loja. Júlio se sacrifica no trabalho, mesmo com a saúde ficando cada vez mais debilitada, principalmente para pagar as prestações anuais da casa da Avenida Angélica. Ele acaba morrendo em 1926, devido à uma úlcera, quando falta apenas a última prestação da casa a ser paga, e sua morte altera completamente a vida de sua esposa e filhos.
Carlos Abílio de Lemos: o primogênito da família, nascido em 1908, é o mais próximo de Dona Lola. Sonha em ser médico, mas também canta em um programa de rádio e toca violão. Com o falecimento do pai, vai trabalhar em um banco por intermédio de sua tia-avó Emília, e assume uma postura de responsável pela família, causando sérios atritos com os irmãos Alfredo e Isabel. Extremamente moralista e severo com os irmãos, mas também atencioso e cuidadoso com a mãe. Na Revolução Constitucionalista de 1932, parte para a luta armada e acaba ferido em combate, mas sobrevive. É o último a permanecer morando com a mãe, mas acaba falecendo devido a uma doença estomacal no final de setembro de 1934, aos 26 anos de idade.
Alfredo Abílio de Lemos: o segundo filho de Lola e Júlio, é considerado o rebelde da família. Ao mesmo tempo em que causa conflitos na família, é o mais amoroso e carinhoso com a mãe. Quando criança, não gostava de estudar e acabava sendo reprovado na escola; às vezes era espancado pelo pai por esse motivo. Tinha amigos na rua que eram mal vistos pela família, como Raio Negro e Vira Mundo. Ao ficar adulto, não costuma ficar por muito tempo nos empregos que arruma, e ao mesmo tempo leva uma vida de bon vivant, sempre em festas e passeios com os amigos, o que provoca inúmeros atritos com Carlos. Mais tarde, passa a frequentar reuniões comunistas com amigos em Santos, o que novamente o coloca em conflito com Carlos, que tem visões opostas às do irmão. Uma batida policial no local das reuniões causa uma confusão, que resulta em um policial morto; com isso, Alfredo decide fugir (contando inclusive com a ajuda de Dona Genu e sua filha Lili) e parte para os Estados Unidos em um navio-cargueiro, no ano de 1931. Ele se alista na marinha norte-americana, e volta para visitar a mãe somente após dois anos, retornando em seguida para os Estados Unidos, pouco antes da mãe vender a casa da Avenida Angélica. No final, Lola recebe uma carta do filho, em 1942, onde ele conta estar no Pacífico Sul, lutando contra os japoneses na Segunda Guerra Mundial.
Julinho Abílio de Lemos: é o terceiro filho da família. Desde criança mostrava habilidade para lidar com dinheiro; Julio já percebia que o filho seria um negociante no futuro. Com o falecimento do pai, Julinho vai trabalhar na mesma loja onde Julio era empregado. Após quase três anos da morte do pai, Julinho é convidado pelo patrão para trabalhar na filial da loja no Rio de Janeiro, como chefe da seção de perfumaria. Com muita relutância, Dona Lola dá o seu consentimento para que o filho vá morar no Rio de Janeiro. Ele parte para o Rio de Janeiro alguns dias após o Natal de 1929, e demora dois anos para visitar a família pela primeira vez, no Natal de 1931, mas mantém correspondência regularmente com a mãe. Julinho constrói sua vida profissional e afetiva no Rio de Janeiro. Morando em uma pensão, ele janta todas as noites na casa do seu novo patrão e de sua esposa Dona Júlia, ficando amigo dos filhos do casal. Ele então conhece a única filha moça da família: Maria Laura.
Julinho e Maria Laura se aproximam, e sempre vão juntos à praia nas férias de Maria Laura. Os dois se apaixonam e ficam noivos, se casando no dia 25 de janeiro de 1934. O casal vai morar em um apartamento no bairro do Leblon, e tem duas filhas. Mais tarde, eles vão morar com os pais de Maria Laura em um palacete no bairro de Copacabana. É a pedido de Julinho que Dona Lola vende a casa da Avenida Angélica, emprestando o dinheiro ao filho para que ele entrasse como sócio do sogro na loja do Rio de Janeiro. Com os juros pagos mensalmente pelo filho, Lola aluga uma pequena casa no bairro da Barra Funda, para onde se muda com Carlos, e continua a fazer doces para vender. Julinho representa o filho que, ao buscar um futuro melhor profissionalmente, precisa se mudar para outra cidade e se afastar da família. Ao construir seu próprio mundo longe da família, a relação com a mãe e os irmãos acaba esfriando definitivamente.
Isabel Abílio de Lemos: é a única menina dos quatro irmãos. É a favorita do pai, única que consegue gestos de afeto de Júlio. Extremamente vaidosa, a perda do pai não a faz se aproximar mais da mãe, que não tem a ajuda dela em nenhum momento para vencer as dificuldades que surgem após a morte de Julio. Determinada naquilo que quer, seu sonho era ser professora, conseguindo se formar no final de 1930, mesma época em que conhece Felício. Isabel traz um tema polêmico para a época: o divórcio. Ela se apaixona por um homem casado, mas que vivia separado da esposa a dois anos, com quem tinha um filho pequeno; porém, não existia o divórcio regulamentado por lei (somente em 1977 foi criado o Divórcio no Brasil através da Emenda n°9; antes disso poderia ser pedido o desquite, que interrompia os deveres matrimoniais e terminava com a sociedade conjugal). Apesar do preconceito e da repulsa que sofreu, pois para a família tradicional da época era inconcebível aceitar o divórcio, Isabel a todos enfrenta e leva adiante seu objetivo de se unir a Felício. Essa questão foi responsável pelo afastamento de Isabel de sua família, rompendo os laços por um período de tempo. Isabel se casa com Felício em 1933, e tem dois filhos (um deles chamado Carlos, em homenagem ao tio; na sequência do livro - "Dona Lola" - é revelado que o outro filho é uma menina chamada Sílvia).
Familiares de Lola:
Mãe de Lola: mora na cidade de Itapetininga, interior paulista; seu nome não é mencionado, pois ao narrar a história em primeira pessoa, Lola se refere à mãe apenas como "mamãe" (nas telenovelas baseadas no livro a personagem foi nomeada como "Dona Maria"). É uma doceira viúva, que trabalha fazendo goiabada em barra e em calda, marmeladas, pessegadas, doces de figos cristalizados, bolos, biscoitos de polvilho, sequilhos, e também sabão, os quais vende em seu próprio domicílio ou por encomendas, inclusive para festinhas; é considerada a melhor doceira de Itapetininga. A mãe de Lola mora com suas outras duas filhas: as irmãs Clotilde e Olga. Ela morre dois dias após o Natal de 1920 (cinco anos antes de Lola ficar viúva). 
Pai de Lola: apenas mencionado na história, por já ser falecido quando a história começa; Lola conta que ele morreu logo após ela se casar com Júlio. Por mais de trinta anos foi professor de uma escola rural, e posteriormente diretor, sendo um pedagogo elogiado. Seu aprendizado teve forte influência na maneira de Lola educar os filhos. Era irmão de tia Emília e tia Elvira. 
Clotilde: é a irmã mais velha de Lola e ficou solteira, sendo uma mulher calma, prestativa, alegre, bondosa e sincera. É doceira junto com a mãe, e passa grandes temporadas com Lola em São Paulo, participando ativamente dos acontecimentos na família da irmã, a quem é extremamente afeiçoada. É por iniciativa sua que Lola se torna doceira, e Clotilde a auxilia neste trabalho durante vários anos. Mas seu modo de vida interiorano prevalece e ela prefere voltar a viver em Itapetininga, pouco depois do falecimento de tia Emília em 1933.
Clotilde preferia a paz e o silêncio das cidades pequenas, onde sentia prazer com os costumes interioranos corriqueiros. Gostava de sair e cumprimentar todos os amigos, estranhava o fato das pessoas de São Paulo não conhecerem os vizinhos. Ensinava tricô para as amigas que pediam, e todas as tardes visitava a vizinhança, principalmente se houvesse algum doente, sem pressa, apreciando a calma. Nunca se envolveu amorosamente, nem mesmo se interessou, por ninguém, vivendo apenas para o trabalho e para fazer o bem às pessoas, cuidando dos sobrinhos e ajudando as irmãs em tudo que podia. Muito religiosa, sempre enfeitava com rosas o andor de Santa Terezinha nos dias de procissão. Sabia tudo que se passava na cidade, conhecia todos, visitava todos e se interessava pela vida de cada um como pela sua própria, levando um pouco do seu “eu” para cada um. Mas, apesar de retornar à Itapetininga em definitivo, Clotilde ainda retorna a São Paulo por ocasião da doença de Carlos, e todos os anos continua enviando doces para Lola no aniversário da irmã, inclusive após esta ficar sozinha e ir morar na pensão das Irmãs. 
Olga: é a irmã caçula de Lola, sendo dois anos mais nova que ela. É  professora na Escola Isolada do Tanquinho em Itapetininga, e se casa com Zeca (no último dia do ano de 1915), com quem tem cinco filhos ao longo da história: o primeiro é uma menina (nascida no final de 1918); já o segundo, o terceiro (que nasce prematuro) e o quarto são meninos (nascidos respectivamente em 1920, 1924 e 1931); e o quinto não é mencionado quando nasce, apenas Lola diz que Olga espera o quinto filho em 1933. Nenhum deles tem o nome mencionado nem participam da ação da história, mesmo sendo primos dos filhos de Lola.
Tia Candoca: também reside em Itapetininga, e é dito que ela é a única irmã da mãe de Lola que mora nesta cidade (o que presume-se que a mãe de Lola teria outras irmãs). Assim como a irmã, tia Candoca também é viúva, tem filhos (apenas mencionados vagamente na história, com exceção de Mocinha, a filha casada). Ela se muda para São Paulo em 1923, dois anos e meio após o falecimento da irmã, indo morar em uma casa na Rua Bandeirantes, no bairro da Luz . Tia Candoca mora acompanhada da cozinheira Benedita, e uma netinha que é filha de Mocinha. A narrativa demonstra que Tia Candoca tem grande afeição por animais de estimação, tendo um cachorro chamado Pirata, uma cabra chamada Esmeralda, e um papagaio chamado Mulata. Enquanto reside em Itapetininga, tia Candoca cuida de uma cunhada que sofre de um desequilíbrio mental; após a mudança para São Paulo, a cunhada não é mais mencionada (possivelmente teria sido internada em uma casa de saúde em São Paulo, conforme foi dito por Clotilde como sendo a intenção da família de tia Candoca).
Tia Emília: é a mais velha das irmãs do pai de Lola e mora na cidade de São Paulo. É a "tia rica" de Lola, e reside em um palacete na Rua Guaianases, no bairro Campos Elíseos. Seu marido foi um homem muito rico e importante, e ela é apaixonada pela história das famílias paulistas, conhecendo a árvore genealógica de todas. A própria Tia Emília se considera uma "colecionadora da origem dos paulistas", e desde solteira se interessava por árvores genealógicas, tendo uma memória prodigiosa para guardar nomes e datas. Tinha cadernos com as histórias dos fundadores da cidade de São Paulo anotadas, e quando conversava com pessoas interessadas, falava intensamente sobre este assunto. No início do livro, Tia Emília ainda anda de carruagem puxada por dois cavalos, por detestar automóvel; algum tempo mais tarde, ela acaba cedendo e passando a andar de automóvel. Quando a história começa (no final de 1914), tia Emília tem cerca de setenta anos, é viúva há alguns anos, e mora com duas de suas filhas, Justina e Adelaide. Ambas tem mais de cinquenta anos e são as últimas que permanecem vivendo com a mãe, já que, como o livro menciona, Tia Emília teve outros filhos que estão casados, dois filhos solteiros (que ela menciona quando estão viajando para a Argentina), além de netos e bisnetos. É mencionado que uma outra filha é casada com o diretor de um banco (que emprega Carlos no banco após a morte de Júlio), o mais velho dos filhos é advogado, e o caçula (provavelmente um dos dois filhos ainda solteiros mencionados) aparece na história ao visitar sua prima Lola, levando um cheque da mãe (também após a morte de Júlio). Com isso fica definido que tia Emília tem pelo menos seis filhos: Adelaide, Justina, a filha casada com o diretor de um banco, o filho mais velho que é advogado, e os dois filhos solteiros (incluindo possivelmente o caçula). Porém, na primeira visita das sobrinhas que é narrada no livro, Tia Emília encomenda a Lola sapatinhos de tricô para novos netos que estão para nascer; como destes seis filhos mencionados, apenas dois são casados (o filho mais velho que é advogado, e a filha casada com um diretor de banco), fica aparente que Tia Emília tem mais filhos. Entre os netos de Tia Emília, aparecem apenas duas netas: uma delas se casa, no início do livro, em uma cerimônia no palacete da avó (evento ao qual Lola e Júlio comparecem, mas não é dito qual filho de Tia Emília é o pai ou a mãe desta neta), e uma outra neta que está presente no velório de Justina e, em determinado momento, convida Lola e Tia Elvira para tomar sopa na copa. Tia Emília morre com cerca de 90 anos, alguns meses após a Revolução de 1932. 
Tia Elvira: irmã de Tia Emília e do pai de Lola. É casada e tem filhos, morando com a família em Santos. Diferente da irmã, tia Elvira é pobre, e aparece na história em passagem rápida - Lola a encontra no velório de Justina.
Justina: prima paterna de Lola, é uma das filhas de Tia Emília que vive com a mãe. Ficou viúva jovem e sem filhos, voltando a morar com a mãe, e morre devido a problemas cardíacos, na segunda metade do ano de 1915, com mais de cinquenta anos.
Adelaide: prima paterna de Lola, é a única filha solteira de Tia Emília, e uma das duas filhas que mora com a mãe. Nunca se casou, vivendo com a mãe até o falecimento de tia Emília no final do romance, quando vende o palacete e se muda para a fazenda da família em Campinas, já estando com cerca de setenta anos neste ponto da narrativa.
Filho Caçula de Tia Emília: primo paterno de Lola, é o filho caçula de Tia Emília e irmão mais novo de Justina e Adelaide. Aparece na história apenas uma vez, quando faz uma rápida visita à sua prima Lola para levar um cheque no valor de dois contos de réis, como auxílio de sua mãe à família da sobrinha após a morte de Júlio. É jovem e aparentemente solteiro; seu nome não é mencionado na história.
Mocinha: prima materna de Lola, é uma das filhas de Tia Candoca (e a única a aparecer na história, mas tem pelo menos mais uma irmã, já que Lola, em determinado momento, se refere a ela como "uma das filhas de tia Candoca"). Casada com Nelson, com quem tem uma filha.
Nelson: marido de Mocinha, com quem tem uma filha. Na Revolução de 1932, ele parte para a luta armada, e sobrevive à guerra.
Neta de Tia Candoca: filha de Mocinha e Nelson, nascida em 1916. Só aparece durante a Revolução de 1924, quando se hospeda com a avó e a cozinheira Benedita na casa de Lola e Júlio. É dito que ela tem oito anos; Lola não menciona o nome da personagem, se referindo a ela como "a netinha de tia Candoca", mas conta que é extremamente chorona. Ela foi deixada aos cuidados da avó Candoca quando Mocinha e Nelson se mudam para a cidade de Rio Preto (em Minas Gerais) para uma temporada de cerca de dois anos. 

### Família de Júlio
Da família de Júlio, só aparecem três personagens: a mãe, a irmã Maria, e o tio Inácio.
Mãe de Júlio: também viúva, e, assim como a mãe de Lola, não tem seu nome mencionado na história, narrada em primeira pessoa por Lola (que se refere à personagem apenas como "minha sogra" ou "a mãe de Júlio") - nas telenovelas baseadas no livro a personagem foi nomeada como "Dona Marlene". A mãe de Júlio e sua filha Maria passam uma temporada com a família de Lola em 1920; durante uma visita de Tia Emília, em que ela conhece a mãe de Júlio, a narrativa demonstra levemente que, aparentemente, a mãe de Júlio teve outros filhos além dele e de Maria, mas estes não são citados. Após seu retorno com a filha Maria a Belo Horizonte, Lola não menciona mais a sogra, nem mesmo por ocasião da morte de Júlio.
Maria Abílio de Lemos: é a irmã mais nova de Júlio. É solteira, e reside junto com a mãe em Belo Horizonte (capital de Minas Gerais). Lola diz que a cunhada "não é bonita, mas é muito atraente".
Tio Inácio: tio de Júlio que também reside em Itapetininga e só aparece brevemente no casamento de Olga e Zeca; não é dito se ele é irmão do pai ou da mãe de Júlio. Foi por passar férias na casa deste tio em Itapetininga que Júlio (já residente em São Paulo) conheceu Lola e a pediu em casamento (conforme as recordações narradas por Lola). Tio Inácio é um homem antiquado, que usa palavras em desuso (como chamar farmácia de "botica" e violino de "rabeca"), e, aparentemente, ficou solteiro, pois não se menciona esposa nem filhos, nem mesmo quando ele comparece ao casamento de Olga e Zeca.

### Outros membros da família
Zeca: namorado e posteriormente marido de Olga, com a qual tem cinco filhos. É um rapaz que trabalha em uma farmácia em Itapetininga, onde vive com os pais e irmãos, que são apenas citados rapidamente na história durante seu casamento com Olga.
Felício: é um homem desquitado, com um filho pequeno (na sequência do livro - "Dona Lola" - é revelado que seu primeiro filho chama-se Eduardo), e que se une à Isabel, com quem tem mais dois filhos; um deles recebe o nome de Carlos.
Carlos: neto de Lola, é um dos dois filhos de Isabel e Felício. Recebeu o nome em homenagem ao tio (que morreu enquanto Isabel ainda estava grávida), e visita a avó Lola frequentemente na pensão de freiras, onde ela vai morar no final. Além do irmão mais novo (na sequência do livro - "Dona Lola" - é revelado que, na verdade, é uma irmã chamada Sílvia) tem também um meio-irmão mais velho, filho de Felício com a primeira esposa. Quando a história termina, tem entre sete a oito anos de idade.

### Outros personagens
Durvalina: empregada de Lola, vive na casa da família  e é  muito querida por Lola e seus filhos. Mora com a mãe quando não dorme na casa de Lola. 
Caçarola: o gato de estimação dos filhos de Lola, que é descrito como sendo um gato amarelo; também vive na casa de Lola.
Dona Genu (Genoveva): uma das grandes personagens do livro, é a melhor amiga de Lola, por quem nutre uma amizade sincera e verdadeira. Mora ao lado da casa de Lola . É uma viúva um tanto amarga (e ao mesmo tempo extremamente solidária na amizade com Dona Lola), nascida em Minas Gerais, que detesta pessoas que tenham uma condição financeira melhor, inclusive a irmã que é rica (apenas mencionada na história), apesar de sempre a visitar no palacete onde esta reside com o marido e os filhos na Avenida Paulista (por isso, Dona Genu se refere à irmã como "a irmã da Avenida"). Grande apreciadora de velórios e enterros, independente do defunto ser parente, amigo ou desconhecido, Dona Genu presta toda a assistência à pessoas doentes, e depois ajuda em todos os preparativos do velório, e passa a noite rezando ao lado do caixão. Há muito tempo perdeu o marido e o único filho homem (que não é especificado como morreu nem se ainda era criança ou já adolescente) em um espaço de apenas um ano, criando sozinha as outras quatro filhas (sendo mencionadas por nome apenas três: Lili, Leonor e Joca). A narrativa deixa vagas informações a respeito das filhas de Dona Genu, seus genros e netos.
Joca: filha de Dona Genu, é casada, e tem muitos filhos (sendo que os dois mais velhos chegam a lutar na Revolução de 1932), mas vive um casamento conturbado, e por isso Dona Genu detesta o genro; é a única das quatro irmãs que não mora com a mãe.
Lili: filha de Dona Genu, é solteira, trabalha fora e é quem auxilia Alfredo no dia de sua fuga; quando criança brincava com Isabel.
Leonor: filha de Dona Genu, teve um filho que morreu na infância, mas a narrativa não deixa claro se Leonor é casada, pois em uma conversa com Dona Lola, Dona Genu comenta que Leonor estava namorando um boiadeiro. Também não é definido qual delas é a mãe da netinha de Dona Genu que morre aos dois anos de idade, por ocasião da gripe espanhola.
Quarta Filha de Dona Genu: não é mencionada por nome durante a história, apenas é dito que Dona Genu tem quatro filhas, podendo ser esta a filha que acompanha a mãe ao hospital quando Carlos está gravemente doente, e também a filha que Dona Genu diz ser a mais nova e que o casamento vai mal, já na reta final da história.
Barbosa: o proprietário da loja de tecidos onde Júlio trabalha. É tio de Maria Laura, filha de seu irmão que mora no Rio de Janeiro. Júlio e Lola se referem a ele pelo apelido de "Tico-Tico".
Benedita: a cozinheira idosa de Tia Candoca, que mora com ela em Itapetininga, e a acompanha para a nova residência em São Paulo, continuando a viver com ela e seus animais de estimação na casa do bairro da Luz. 
Dona Benedita: apenas citada por Lola, é a professora - e aparentemente também proprietária - da escola particular onde os filhos de Júlio e Lola estudam em São Paulo (não confundir com a outra personagem chamada Benedita, a cozinheira de Tia Candoca). 
Raio Negro e Vira Mundo: meninos que são amigos de Alfredo na infância, citados brevemente na história pelos apelidos pelos quais são conhecidos.
Padrinho de Alfredo: aparece rapidamente na história, por ocasião da fuga do afilhado, ainda na infância. É um amigo da família, na casa do qual os filhos de Lola costumam jogar bola aos domingos; seu nome não é mencionado.
Amigos de Isabel: entre os amigos de Isabel são  mencionados Luísa e Eduardo. Uma outra amiga e sua mãe aparecem quando Isabel sai de casa para se casar com Felício, e se hospeda na casa desta amiga até o dia do casamento; em seguida, a mãe da moça visita Dona Lola para lhe dar notícias de Isabel.
Irmã Cristina: aparece na reta final da história. É uma das freiras que trabalha no hospital onde Carlos é operado, e consola Lola diante dos acontecimentos.
Dona Laia: uma mulher rica que mora em um palacete na esquina próxima à casa de Lola e faz uma encomenda de doces para o chá de noivado de uma de suas filhas. É detestada por Dona Genu, que a considera soberba.
Dona Tudinha: vizinha da Avenida Angélica, mencionada por Lola, cuja filha teve filhos gêmeos.
Dona Carola: mora em Itapetininga, ao lado da casa da mãe de Lola. É vizinha e amiga da família, e uma mulher muito fofoqueira, que só aparece na história durante o velório da mãe de Lola.
Vizinhos e amigos de Itapetininga: são apenas citados no livro em recordações de Lola e conversas com suas irmãs sobre algumas histórias referentes a estes conterrâneos: Dona Sinhá, Juquinha (possivelmente um filho de tia Candoca), Dona Tuda, Maria da Glória, Nhazinha, Mariazinha do Nico, a família Brito, Doca e seu noivo Gumercindo, o casal Benevides, Lolota, Soares (metido a conquistador que se envolve com Maroquinhas, apesar dela ser casada), Maroquinhas e seu marido Chico.
Personagens do Rio de Janeiro:
Maria Laura Barbosa: é apenas mencionada no romance várias vezes. É uma moça da alta sociedade carioca, única filha moça do patrão de Julinho no Rio de Janeiro (irmão do Sr. Barbosa) e de Dona Júlia. Ela se casa com Julinho, com quem tem duas filhas, e permanecem vivendo no Rio de Janeiro.
Pai de Maria Laura: é irmão e sócio do Sr. Barbosa, administrando a filial da loja de tecidos no Rio de Janeiro, onde mora com a família em um palacete no bairro de Copacabana. Casado com Dona Júlia, tem vários filhos e uma única filha, Maria Laura. Seu nome não é mencionado na história.
Dona Júlia: esposa do irmão do Sr. Barbosa, é a mãe de Maria Laura, além de ter outros filhos homens. Quando Julinho vai morar no Rio de Janeiro, ela o recebe para o jantar todas as noites.
Netas de Lola: são as duas filhas de Julinho e Maria Laura. Nas descrições de Lola, as duas "são fortes e uma se parece muito com o pai". Às vezes escrevem para Lola, convidando a avó para passar uma temporada com elas no Rio de Janeiro. Quando a história termina, em 1942, ambas tem menos de dez anos de idade.

## Narração e universo literário
Foco narrativo: em primeira pessoa, pela personagem principal Dona Lola.
Narrativa de recordações da personagem Lola, em tempo cronológico: vai desde o final do ano de 1914 (o primeiro ano em que reside com a família na casa da Avenida Angélica) até o final de setembro de 1934, onde sua última recordação narrada é o sepultamento de seu filho Carlos.
A narrativa dá um salto de oito anos e passa para o ano de 1942, quando Dona Lola já mora em um quartinho alugado em uma pensão de freiras. Nesse ponto da narrativa, a personagem fala no tempo presente, mas também recorda o dia em que, já morando na pensão das freiras, fez as pazes com Isabel e Felício. Também reflete sobre o destino de cada um dos filhos, e sobre o seu próprio, mas não é explicada a forma como Dona Lola vai parar nesta pensão de Irmãs.
Os cenários apresentados são as cidades de São Paulo e de Itapetininga (cidade natal de Lola). Os ambientes que aparecem na cidade de São Paulo são: a casa de Lola e Júlio na Avenida Angélica, o casarão de Tia Emília na Rua Guaianases (no bairro Campos Elíseos), a casinha da Barra Funda onde Lola e Carlos vão morar, o hospital onde Júlio (e posteriormente Carlos) são operados e vêem a falecer, e a pensão de freiras onde Lola termina a história. A casa de Dona Genu na Avenida Angélica e a de Tia Candoca no bairro da Luz são mencionadas nas nunca aparecem, assim como a escola de Dona Benedita onde os filhos de Lola estudam, e a loja de tecidos do Sr. Barbosa onde Júlio trabalha. Em Itapetininga aparecem a casa da mãe de Lola (descrita como tendo um fogão à lenha no quintal, embaixo de uma mangueira, onde a mãe de Lola fazia os doces; além de várias outras árvores frutíferas no quintal) e a casa de Olga e Zeca. Já os ambientes do Rio de Janeiro, onde se desenrola a história de Julinho, nunca são mostrados, apenas mencionados por ele em cartas, e nos raros momentos em que visita a família em São Paulo.

## Análise
Para Avelino A. Correia, a obra parece "comum" no drama que aborda, pois não traz uma história de amor nem questionamentos filosóficos ou intelectuais, mas um "drama mais ou menos comum a todas as famílias que lutam para conseguir estas três necessidades fundamentais: boa convivência, teto e o pão nosso de cada dia"; mas ressalta que a forma como a narrativa evolui, de modo "simpático, irresistível e envolvente", a torna "incomum" e fascinante. Na verdade o ponto forte da obra é justamente destacar a vida de uma família comum, os dramas pessoais, a questão da terceira idade, do papel do gênero numa metrópole de aspecto interiorano que vai virando uma megalópole. A forma como é abordado acaba por fazer temas comuns a ponto de passarem despercebidos como algo a pensar, principalmente a questão de que tantas décadas em dedicação a um lar acaba não tão recompensador, por mais que seja algo inerente da existência, porém mostra o desvalor que os próprios filhos, ao criar seus próprios mundos divergentes do lar original, acabam por dar aos seus progenitores; ainda mais aquela que sobrevive a todos estes desafios diários e constantes.

## Adaptações

### Televisão

Gessy Fonseca nos bastidores da primeira adaptação para a televisão em 1958, pela RecordTV.

Gessy Fonseca E Gilberto Chagas durante uma cena da primeira adaptação para a televisão em 1958, pela RecordTV.

- Em 1958 a RecordTV adaptou o livro em formato de telenovela pela primeira vez, sendo escrita e dirigida por Ciro Bassini. Foi exibida entre 3 de fevereiro e 24 de abril de 1958 em 22 capítulos, exibidos em dois capítulos semanais e ao vivo – uma vez que na época ainda não existia videotape no Brasil e as novelas não eram diárias. Trouxe como protagonistas Gessy Fonseca e Gilberto Chagas.[2] Foi a telenovela mais assistida no Brasil naquele ano.[3]
- Em 1960, a segunda versão foi uma produção regional, da TV Itacolomi de Belo Horizonte, também não-diária e ao vivo, produzida por Léa Delba. Infelizmente, pouco se sabe sobre essa novela.

- Em 1967, a terceira versão foi adaptada por Pola Civelli, na Rede Tupi, sob a direção de Hélio Souto. Estreou no dia 1° de maio de 1967, terminando no dia 2 de junho, num total de 29 capítulos exibidos ao vivo, de segunda a sábado. Teve como protagonistas Cleyde Yáconis – que também esteve na primeira versão no papel de Clotilde, irmã de Lola – e Sílvio Rocha.

- Em 1977, a Rede Tupi realizou a quarta versão, sendo a segunda vez em sua grade, escrita por Silvio de Abreu (em sua primeira novela como autor) e Rubens Ewald Filho, dirigida por Atílio Riccó e protagonizada por Nicette Bruno e Gianfrancesco Guarnieri. Estreou em 6 de junho de 1977 e teve seu último capítulo exibido em 31 de dezembro do mesmo ano, em um total de 165 capítulos. Foi a primeira vez que o texto original do livro foi ampliado, acrescentando personagens inexistentes na obra e outros apenas citados, e criando novas histórias para vários personagens que, no livro, tem uma trajetória bem mais simplificada. Na terceira e última fase desta produção, parte da trama é adaptada do livro "Dona Lola", uma sequência de "Éramos Seis" escrita pela mesma autora em 1949.

- Em 1994, a quinta versão foi realizada pelo SBT, escrita novamente por Silvio de Abreu e Rubens Ewald Filho e dirigida por Henrique Martins e Del Rangel.[4] Foi protagonizada por Irene Ravache e Othon Bastos[5], estreando em 9 de maio de 1994 e terminou no dia 5 de dezembro do mesmo ano, totalizando 180 capítulos. A trama atingiu boa recepção da crítica especializada, e também de audiência, sendo considerada a melhor novela produzida pela emissora.[6][7]

- Em 2019, a sexta versão foi produzida pela TV Globo, com exibição no horário das 18h, de 30 de setembro de 2019 a 27 de março de 2020, em 154 capítulos. Escrita por Ângela Chaves, a partir do texto original de Silvio de Abreu e Rubens Ewald Filho, e dirigida por Carlos Araújo, trazendo como protagonistas Glória Pires e Antonio Calloni.[8][9][10][11][12][13] Essa versão trouxe um fato inédito, pela primeira vez em 77 anos de existência, Dona Lola ganhou um final feliz; diferente do livro e das adaptações anteriores.[14][15]

### Rádio
- A primeira adaptação da obra ocorreu em julho de 1945 como radionovela na Rádio Tupi, sendo escrita por Álvaro Augusto e dirigida por Olavo de Carvalho. Quem deu voz a primeira Dona Lola da história foi Sônia Barreto, conhecida "A Rainha da Canção Brasileira" na década de 1930 e uma das pioneiras das radionovelas no Brasil.[16]

### Cinema
- Apesar de nunca ter sido adaptada para o cinema nacional, a obra foi transformada em filme sob o mesmo título em 1945 na Argentina, contando com Sabina Olmos e Roberto Airaldi nos papeis principais e a direção do chileno Carlos F. Borcosque.[17]

## Personagens e seus intérpretes nas adaptações televisivas
| Personagem do livro | Adaptação para a TV    | Adaptação para a TV | Adaptação para a TV      | Adaptação para a TV | Adaptação para a TV              |
| Personagem do livro | 1958                   | 1967                | 1977                     | 1994                | 2019                             |
| ------------------- | ---------------------- | ------------------- | ------------------------ | ------------------- | -------------------------------- |
| Dona Lola           | Gessy Fonseca          | Cleyde Yáconis      | Nicette Bruno            | Irene Ravache       | Glória Pires                     |
| Júlio               | Gilberto Chagas        | Sílvio Rocha        | Gianfrancesco Guarnieri  | Othon Bastos        | Antônio Calloni                  |
| Carlos              | Randal Juliano         | Roberto Orozco      | Carlos Augusto Strazzer  | Jandir Ferrari      | Danilo Mesquita                  |
| Alfredo             | Fábio Cardoso          | Plínio Marcos       | Carlos Alberto Riccelli  | Tarcísio Filho      | Nicolas Prattes                  |
| Isabel              | Arlete Montenegro      | Guy Loup            | Maria Isabel de Lizandra | Luciana Braga       | Giullia Buscacio                 |
| Julinho             | Silvio Luiz            | Tony Ramos          | Ewerton de Castro        | Leonardo Brício     | André Luiz Frambach              |
| Tia Emília          | Wanda A. Hammel        | Dina Lisboa         | Nydia Lícia              | Nathalia Timberg    | Susana Vieira                    |
| Olga                | Maria Aparecida Báxter | Apenas citada       | Jussara Freire           | Denise Fraga        | Maria Eduarda de Carvalho        |
| Clotilde            | Cleyde Yáconis         | Apenas citada       | Geórgia Gomide           | Jussara Freire      | Simone Spoladore                 |
| Dona Genu           | Valery Martins         | Inexistente         | Maria Célia Camargo      | Jandira Martini     | Kelzy Ecard                      |
| Maria Laura         | Apenas citada          | Apenas citada       | Indianara Gomes          | Luciene Adami       | Rayssa Bratillieri (como Soraia) |
| Felício             | Apenas citado          | Apenas citado       | Adriano Reys             | Marco Ricca         | Paulo Rocha                      |
| Zeca                | Apenas citado          | Apenas citado       | Paulo Figueiredo         | Osmar Prado         | Eduardo Sterblitch               |
| Mãe de Lola         | Apenas citada          | Apenas citada       | Leonor Lambertini        | Yara Lins           | Denise Weinberg                  |
| Mãe de Júlio        | Apenas citada          | Apenas citada       | Linda Gay                | Lia de Aguiar       | Walderez de Barros               |
| Tia Candoca         | Inexistente            | Inexistente         | Geny Prado               | Wilma de Aguiar     | Camila Amado                     |
| Justina             | Inexistente            | Inexistente         | Lourdes de Moraes        | Mayara Magri        | Júlia Stockler                   |
| Adelaide            | Inexistente            | Inexistente         | Carmem Monegal           | Bete Coelho         | Joana de Verona                  |
| Lili                | Inexistente            | Inexistente         | Beth Goulart             | Flávia Monteiro     | Triz Pariz                       |
| Durvalina           | Inexistente            | Inexistente         | Chica Lopes              | Chica Lopes         | Virgínia Rosa                    |